# Blood: The Last Vampire
«Кров: Останній вампір» (яп. ブラッド ザ ラスト ヴァンパイア, Бураддо Дза Расуто Вампая, англ. Blood: The Last Vampire) — аніме-фільм 2000 року, який зняла студія Production I.G, а також манґа. Фільм вирізняє наявність у ньому двовимірних і тривимірних компонентів і його рекламували як «перший японський повністю цифровий анімаційний твір».
Фільм спочатку планувався для випуску на світовому ринку, тому звукова доріжка була записана відразу японською і англійською мовами, частини іншою мовою супроводжувалися відповідними субтитрами. Варіанту озвучування повністю японською або повністю англійською не існує.
Фільм від початку планувався як частина нової великої франшизи, тому відразу супроводжувався виходом манґи, відеогри та повісті. На жаль, у фільмі інформації про світ, у якому розгортаються події, було найменше. На основі цього фільму також вийшов аніме-серіал «Кров+» і ігровий фільм «Останній вампір» режисера Кріса Наона.

## Сюжет фільму
1966 рік. Дія відбувається на американській військовій авіабазі Йокота в післявоєнній Японії, за кілька місяців до початку в'єтнамської війни. Головна героїня — дівчина на ім'я Сая, яка працює на якесь секретне агентство уряду Сполучених Штатів, знищуючи демонів-вампірів за допомогою катани.
Агенту Девіду стає відомо про трьох демонів, які осіли в районі авіабази Йокота, і він впроваджує Саю в школу для дітей працівників бази під виглядом нової учениці із завданням знайти і знищити демонів. У школі Сая знайомиться з медсестрою Макіхо. Пізніше дві однокласниці Саї заходять в кабінет Макіхо, куди раптово уривається Сая. Вона вбиває одну і ранить іншу однокласницю, однак ламає свій меч. Обидві дівчинки були вампірами.
На вечірці на честь Хелловіну переодягнена в маскарадний костюм Макіхо стає свідком трансформації Шерон, після чого Сая рятує медсестру, вони ховаються в гаражі; вампіри блокують їх усередині. Девід приносить Саї новий меч, вона вбиває ним Шерон. Інший вампір намагається сховатися, але Сая смертельно ранить його. Поки вампір помирає, Сая дозволяє йому випити трохи своєї крові. Колега Девіда забирає Макіхо до приїзду поліції.
Після закінчення дії поліція допитує Макіхо, однак всі докази ретельно сховані, а Девід і Сая зникли. Поліціянт просить Макіхо впізнати Саю на фотографії 1892 року, на якій написано «ВАМПІР». Макіхо повідомляє глядачам, що так і не змогла дізнатися всієї правди.

## Кров: Останній вампір 2002
Манґа Бенкьо Тамаокі, що є сиквелом фільму. Дія розгортається в 2002 році. Сая все ще полює за ватажком хіроптеранів, який виявився близнюком Саї, використовуючи як наживку її коханку — звичайну дівчину Акіко.
В манзі пояснюється походження хіроптеранів і роль у цих подіях уряду США. За манґою, на фотографії в кінці фільму була зображена дівчинка — справжній вампір, що став матеріалом для створення зброї проти хіроптеранів. Сая ж — штучний вампір, не здатний пити кров.

## Відгуки та критика
Фільм часто критикували за малу тривалість (48 хвилин), і, як наслідок, недостатнє опрацювання персонажів. Також було багато скарг, що пакування DVD-версії вводить в оману заявою про тривалість програми 83 хвилини, тоді як насправді 35 з них стосуються бонусних матеріалів.
Фільм вийшов у той час, коли комп'ютерна графіка тільки починала проникати в аніме-індустрію. 48-хвилинний фільм став прикладом того, на що здатна студія Production IG, яка створила його. Сюжет історії так і не розповів про минуле героїні, навіть організація, на яку вона працює, залишилася безіменною, або про походження хіроптеранів, зробивши фільм швидше тизером для подальшої роботи, якою став аніме-серіал «Кров+».
Візуальний стиль твору являє собою поєднання мальованих персонажів і майже фотографічних фонів. Для створення реалістичного освітлення використовувалися комп'ютерні фільтри. Через те, що практично всі події відбуваються протягом однієї ночі, палітра фарб обмежена і яскравий ранок на останніх хвилинах шокувально контрастує з рештою твору, так само як несподівані кольори в країні Оз після чорно-білого Канзасу в «Чарівнику країни Оз». Досвід режисера Хіроюкі Кітакубо в таких роботах як «Чорна магія» дозволяє йому поставити швидкоплинні екшенові сцени, в яких глядач встигає стежити за тим, що відбувається.